# Southern Midlands Municipality
Koordinaten: 42° 18′ S, 147° 22′ O

Die Southern Midlands sind ein lokales Verwaltungsgebiet (LGA) im australischen Bundesstaat Tasmanien. Das Gebiet ist 2561 km² groß und hat etwa 6000 Einwohner (2016).
Die Southern Midlands liegen im Osten der Insel etwa 70 Kilometer nördlich der Hauptstadt Hobart. Das Gebiet umfasst 28 Ortsteile und Ortschaften: Andover, Antill Ponds, Baden, Bagdad, Broadmarsh, Campania, Colebrook, Elderslie, Jericho, Kempton, Lemont, Levendale, Lower Marshes, Mangalore, Melton Mowbray, Oatlands, Pawtella, Rhyndaston, Runnymede, Stonehenge, Stonor, Swanston, Tiberias, Tunbridge, Whitefoord, Woodbury, Woodsdale und York Plains. Der Sitz des City Councils befindet sich in Oatlands im Nordwesten der LGA, wo etwa 550 Einwohner leben (2016).

## Verwaltung
Der Southern Midlands Council hat neun Mitglieder. Der Mayor (Bürgermeister), sein Deputy (Stellvertreter) und sieben Councillor werden direkt von den Bewohnern der LGA gewählt. Southern Midlands ist nicht in Bezirke untergliedert.